# رود موران
رود موران (بالإنجليزية: Rod Moran)‏ هو صحفي وشاعر أسترالي، ولد في 1952.